# Dennis Hejhal
Dennis Arnold Hejhal (* 10. Dezember 1948 in Chicago) ist ein US-amerikanischer Mathematiker.
Hejhal besuchte ab 1966 University of Chicago (Bachelor 1970) und ab 1970 die Stanford University, wo er 1972 bei Menahem Schiffer mit der Arbeit Theta-functions, kernel functions, and Abelian integrals promoviert wurde. Danach war er Assistant Professor in Harvard, ab 1974 Associate Professor an der Columbia University und ab 1978 Professor an der University of Minnesota, wo er noch heute ist. Außerdem ist er seit 1994 Professor an der Universität Uppsala und ab 1986 Fellow des Minnesota Supercomputing Institute. Er war 1993 Gastprofessor in Princeton und mehrfach (zuerst 1983) am Institute for Advanced Study.
Hejhal befasste sich mit analytischer Zahlentheorie, automorphen Formen, der Selberg-Spurformel und Quantenchaos. Zum Auffinden neuer Theoreme bedient er sich dabei häufig umfangreicher Computerrechnungen.
1968 war er Putnam Fellow, 1972 bis 1974 Sloan Research Fellow. 1986 war er Invited Speaker auf dem Internationalen Mathematikerkongress in Berkeley (Zeros of Epstein Zeta Functions and Supercomputers). 1997 erhielt er den Goran Gustafson Preis der Schwedischen Akademie der Wissenschaften und 2005 den Eva und Lars Garding Preis. Er ist Mitglied der Schwedischen Akademie der Wissenschaften und Fellow der American Mathematical Society.
Zu seinen Studenten zählt Persi Diaconis.

## Schriften
- Theta functions, kernel functions and abelian integrals, AMS 1972
- Eigenvalues of the Laplacian for Hecke triangle groups, AMS 1992
- Regular b-Groups, degenerating Riemann surfaces and spectral theory, AMS 1990
- The Selberg Trace Formula for PSL (2, R), zwei Bände, Springer, 1976, 1983 (dritter Band geplant)
- Herausgeber mit Peter Sarnak, Audrey Terras: The Selberg Trace Formula and related topics, AMS 1986 (Konferenz Bowdoin College 1984)
- Herausgeber mit Martin Gutzwiller, Andrew Odlyzko, u. a.: Emerging applications of Number theory, Springer 1999